# Tömmelsdorf
Tömmelsdorf es un municipio situado en el distrito de Saale-Orla, en el estado federado de Turingia (Alemania). Tiene una población estimada, a fines de 2020, de 122 habitantes.
Forma parte de la mancomunidad de municipios (verwaltungsgemeinschaft) de Triptis.
Está ubicado a poca distancia al norte de la frontera con los estados de Sajonia y Baviera.